# Halvhjort av Älmtaryd
Halvhjort av Älmtaryd, också Halvhjort till Hå och Hamneda eller Älmtarydsätten, är nutida konventionellt namn på en svensk medeltida frälseätt vars medlemmar aldrig kallade sig så, och som av nutida historiker fått sitt namn efter sin vapensköld med en halv hjort, och från sätesgården Älmtaryd beläget i Agunnaryds socken i Småland. Flera medlemmar förde också en sparre eller andra vapen.
En gren av ätten introducerades på Sveriges Riddarhus som adelsätt under namnet Ulfsköld på nummer 174.

## Historia
Ätten hade tidigare ägt sätesgården Hå i Hamneda socken i Sunnerbo härad i Småland, varför den har kallats Halvhjort till Hå och Hamneda, men är också namngiven efter sätesgården Älmtaryd beläget i Agunnaryds socken, varför ätten ibland också kallas Älmtarydsätten.
Enligt biskop Hans Brasks släktbok härstammade denna släkt från en Jöns (Jusse) Stensson eller Jöns Foglare (levde 1424), vilken bevisligen förde en halv hjort i vapnet.
Rasmus Ludvigssons uppgift att hans far hette Sten Nilsson, har ej kunnat verifieras, utan han var troligen son till en Sten Foglare eller Sten Jönsson i Hå, som i varje fall 1373, 1375—77 och 1394 var underhäradshövding i Sunnerbo. Denne förde emellertid en sparre i vapnet. Kulturhistoriskt Lexikon för Nordisk Medeltid (3, sidan 564) berättar att föglare var namnet på en viss typ av artilleripjäser, och kan också ha betydelsen kanon i svenska medeltidskällor. men Kaj Janzon har uppmärksammat att Fåglare under medeltiden kan betyda fågelfängare, någon som fångade fåglar, och att Sten Foglares binamn skrivs i bevarade originalbrev från 1373 och 1373 som fuglare och fwghlare.
Till följd av omtolkning av den stiliserade vapenbilden kom en från Jöns Stenssons sonson Jöns Erlandsson i Hedenstorp, Angelstad (Kronoberg), härstammande gren av släkten med en lilja och en stjärna som bitecken i vapnet att på 1600-talet kalla sig Lilieulff, Wulffuerstierna och Ulfsköld.

Under sistnämnda namn, Ulfsköld, introducerades den grenen av Älmtarydsätten som nummer 174 år 1660 på riddarhuset. Denna släktgren utdog först på 1800-talet.

## Släkttavla
1. Jöns (Jusse) Stensson eller Jöns Foglare (levde 1424), nämns mellan åren 1372-1394. Väpnare, underhäradshövding i häradet.[1][2]
  1. Nils Jönsson i Hå.[1]
    1. Ingrid Nilsdotter (Halvhjort av Älmtaryd), gift med Håkan Matsson (Båt av Billa), sannolikt före 1535.
    2. Birger Nilsson (levde 1496) i Älmtaryd, Agunnaryd (Kron).[1]
      1. Påvel Birgersson (uppges ha levat 1538), tillhörde 1533 slottsbefälet på Kalmar. Fogde i Vista och Tveta (Jönköping) från 1531 och häradshövding i Vista från 1532 samt slottsfogde på Västerås från 1536.[1]
      2. Isak Birgersson till Älmtaryd (levde 1550), tillhörde 1533 slottsbefälet på Kalmar. Gift med Estrid Stierna,[3] dotter till Peder Månsson den äldre till Säby, Räfvesjö och Härstad Stierna och Estrid Arvidsdotter Drake af Intorp.[4] Isak Birgersson i Älmtaryd är möjligen den annars ej identifierbare Isak »Björnsson» som blev häradshövding i Norrvidinge (Kronoberg) 1523. Senare var han från 1527 fogde i Växjö och uppbördsman för kyrko- o klosterlandbor i Finnveden, Njudung och Södra Vedbo samt häradshövding i Konga (Kronoberg) och 1537—47 i Sunnerbo. 1541 följde han och Jon Olsson (Liljesparre) biskop Henrik i Västerås på dennes visitationsresa i Småland, vid vilken den uppbörd av kyrksilver ägde rum som blev en av orsakerna till Dackefejden. Efter upprorets utbrott sändes han och Jon Olsson jämte riksrådet Ture Trolle sommaren 1542 omkring i Finnveden och Värend med konungens lugnande brev, och i januari 1543 fick han jämte riksrådet Måns Johansson (Natt o Dag) och Esbjörn skrivare i uppdrag att förhandla med smålandsbönderna.[1] Gift med Estrid Stierna,[3] dotter till Peder Månsson den äldre till Säby, Räfvesjö och Härstad (Stierna) och Estrid Arvidsdotter (Drake af Intorp).[4]
        1. Nils Isaksson, ofta kallad Nils Bagge (död omkring 1593), till Älmtaryd var småsven vid hovet 1551—53 och tillhörde 1580 slottsbefälet på Kronobergs slott.[1] Gift med Margareta Ulfsax, dotter till Lindorm Pedersson Ulfsax till Norra Sandsjö.[3]
          1. Troligt dotter: Catarina  Nilsdotter, gift med prästen i Vissefjärda, Jon Jonson från Sunnerbo, dessa båda har av Jon Jonsson (född 1582), borgmästare  i Arboga  1625–1646 och död på 1670-talet angivits som hans föräldrar.[5]

        2. Per Isaksson (d 1567) till Äpplaholm, Norra Sandsjö (Jönköping), blev häradshövding i Sunnerbo senast 1567 men slogs ihjäl av Jöran Perssons systerson Peder Welamsson, även känd genom sin medverkan i Sturemorden några månader tidigare.[1]
          1. Elin Persdotter (Halvhjort av Elmtaryd), gift med Måns Abjörnsson (Sparre över blad).

        3. Birger Isaksson (död 1580) till Äpplaholm, var småsven hos Johan III från 1571 och hovjunkare från 1575 samt ståthållare på Stockholms slott 1577—1578. Åtminstone från 1576 var han häradshövding i Kind (Älvsborg), och senast 1580 placerades han på Kalmar, där han inom kort dog i pesten.[1]